# シャティヨン＝シュル＝セーヌ
シャティヨン＝シュル＝セーヌ （Châtillon-sur-Seine）は、フランス、ブルゴーニュ＝フランシュ＝コンテ地域圏、コート＝ドール県のコミューン。

## 地理
広大な森の中にあるまちで、セーヌ川の上流部分が流れる。シャティヨネ地方の中心地である。
A6や主要な高速道が通じている。モンバールとは高速国道980号線で30分の距離。

## 歴史

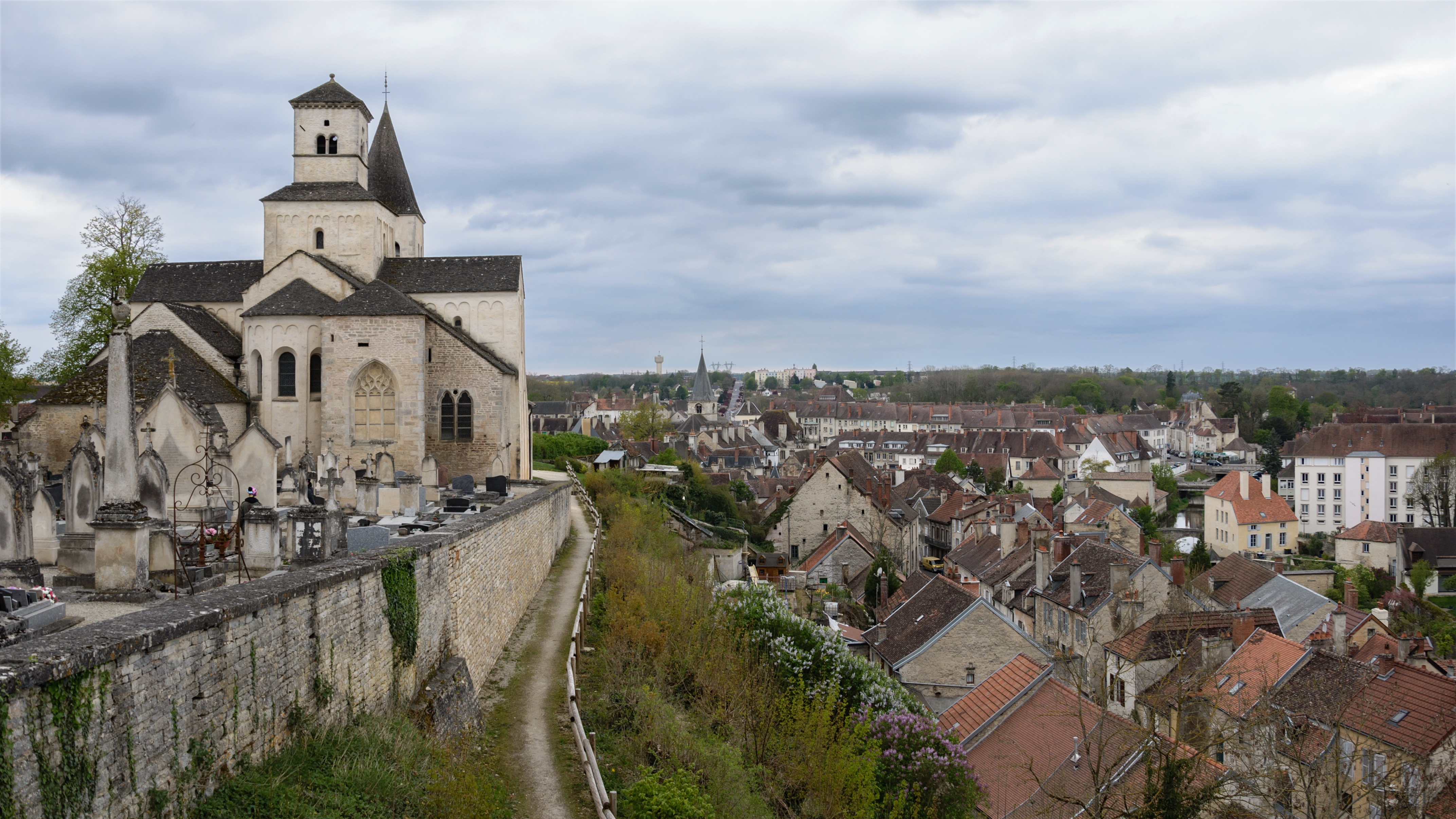
サン＝ヴォルル教会と旧市街

ケルト以前とケルト時代の遺跡がこの地方で多く見つかっている。まちから6kmのところにあるラソワ山にある石柱やオッピドゥムは青銅器時代の重要な定住地であったこと示す。8世紀に人々は現在のまちの場所へ移り住み、丘の上を砦とした。この時できたCastelがシャティヨンの語源である。886年、ラングル司教は聖ヴォルルの聖遺物を匿うためシャティヨンへ移った。しかし、シャティヨンとは異なる要塞がセーヌ川の対岸に存在しており、中世にはシャティヨンは2つの競合するライヴァルの間で二分されていた。1つは要塞の持ち主である宰相ニコラ・ロランに属するブルゴーニュ派、もう一方はラングル司教派であった。1638年、フランス王の権威のもとの条約で2つのまちは統合された。
第一次世界大戦中、シャティヨンにはジョフル将軍の本部が置かれていた。1914年9月5日、ジョフル将軍はこの地から第一次マルヌ会戦の指揮をとった。第二次世界大戦中のシャティヨンは、1944年9月12日、コミューンに入った最初の連隊である自由フランス軍海兵隊第一連隊（ドラグーン作戦）と第1スパッヒ連隊（ネプチューン作戦、fr）によって解放された。
シャティヨンには1958年から地方裁判所が置かれていた。法相ラシダ・ダティが着手した改革の一環として、地裁は2010年1月1日をもって廃止された。

## 史跡
- サン＝ヴォルル教会 - 10世紀後期のロマネスク様式。
- ノートルダム修道院 - 12世紀。現在は博物館となっている。

## 人口統計
| 1962年 | 1968年 | 1975年 | 1982年 | 1990年 | 1999年 | 2006年 |
| ------ | ------ | ------ | ------ | ------ | ------ | ------ |
| 5518   | 6264   | 7383   | 7561   | 6862   | 6269   | 5837   |

参照元:1968年以降INSEE ·  · 

## 出身者
- ルイ・ポール・カイユテ
- アリス・プラン